# Christopher Rungkat
Christopher Benjamin Rungkat, född 14 januari 1990, är en indonesisk tennisspelare.

## Karriär
I februari 2020 tog Rungkat sin första titel på ATP-touren då han tillsammans med André Göransson vann dubbeln vid Maharashtra Open, efter att ha besegrat Jonathan Erlich och Andrei Vasilevski i finalen.

## ATP-finaler i kronologisk ordning

### Dubbel: 1 (1 titel, 1 andraplats)
| Teckenförklaring                  |
| --------------------------------- |
| Grand Slam turneringar (0–0)      |
| ATP World Tour Finals (0–0)       |
| ATP World Tour Masters 1000 (0–0) |
| ATP World Tour 500 Series (0–0)   |
| ATP World Tour 250 Series (1–1)   |

| Finaler efter underlag |
| ---------------------- |
| Hard court (1–1)       |
| Grus (0–0)             |
| Gräs (0–0)             |

| Resultat | V–F | Datum         | Turnering                | Kategori   | Underlag   | Medspelare       | Motståndare                       | Resultat         |
| -------- | --- | ------------- | ------------------------ | ---------- | ---------- | ---------------- | --------------------------------- | ---------------- |
| Tvåa     | 0–1 | Februari 2019 | Sofia Open, Bulgarien    | 250 Series | Hard court | Hsieh Cheng-peng | Nikola Mektić Jürgen Melzer       | 2–6, 6–4, [2–10] |
| Vinnare  | 1–1 | Februari 2020 | Maharashtra Open, Indien | 250 Series | Hard court | André Göransson  | Jonathan Erlich Andrei Vasilevski | 6–2, 3–6, [10–8] |